# Лінден (Вестервальд)
Лінден (нім. Linden) — громада в Німеччині, розташована в землі Рейнланд-Пфальц. Входить до складу району Вестервальд. Складова частина об'єднання громад Гахенбург.
Площа — 2,51 км2. Населення становить 139 ос. (станом на 31 грудня 2020).

## Історія
Як і більшість громад у Вестервальді, Лінден виник для ведення сільського господарства. Перша документальна згадка датується 1586 роком, але вважається, що Лінден існував уже близько 1315 року.

## Галерея

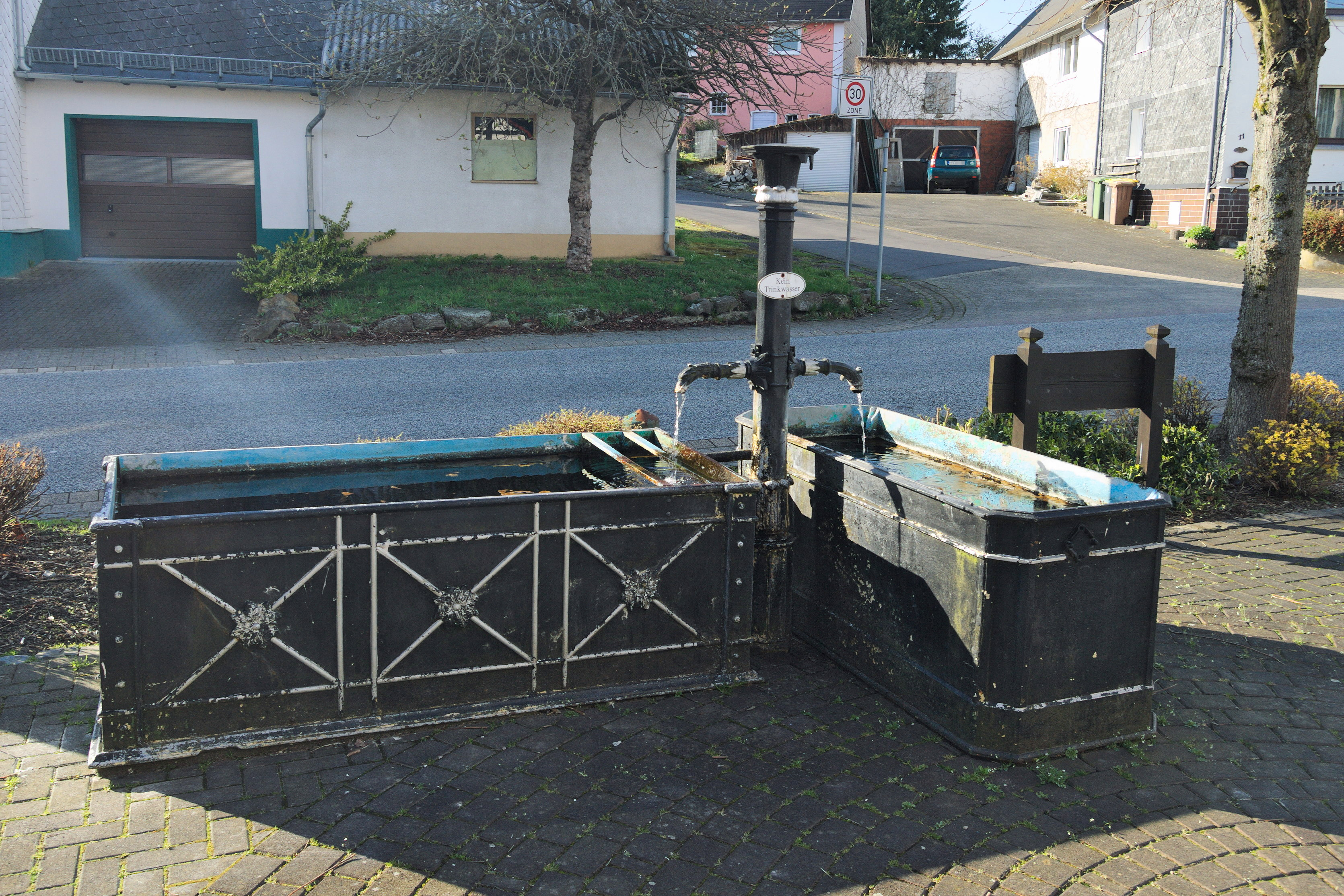
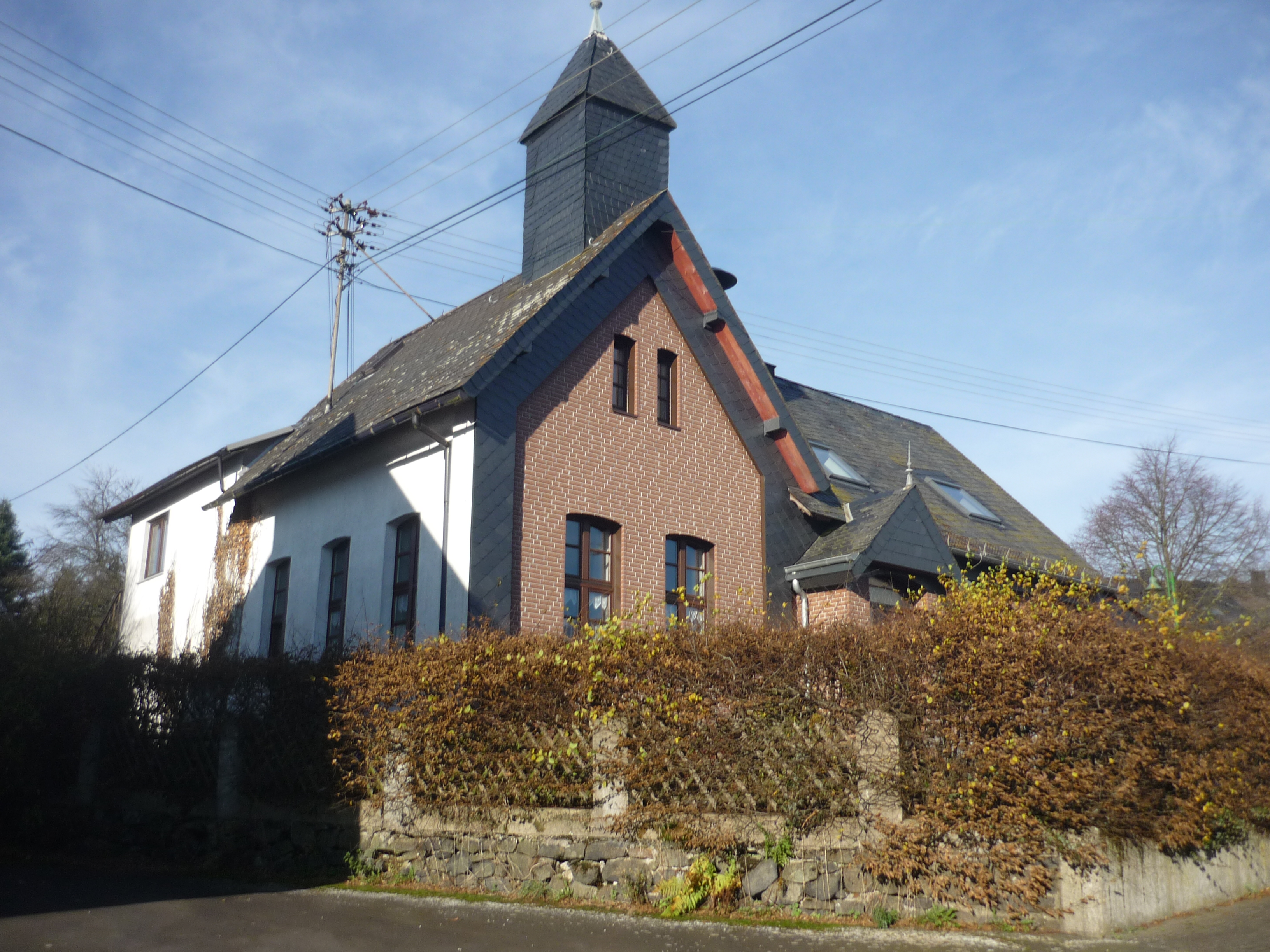
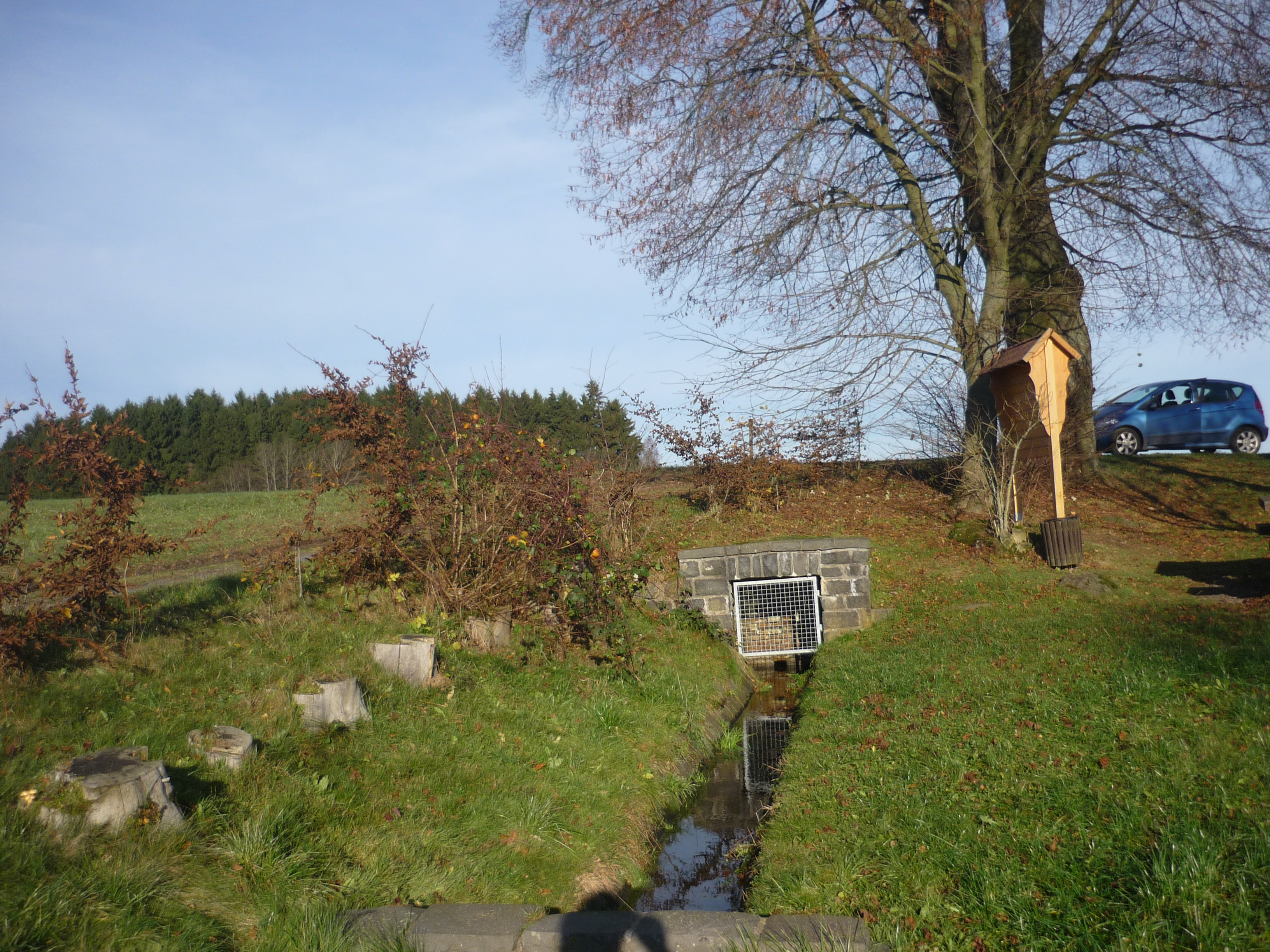